# Велігепола (підрозділ окружного секретаріату)
Підрозділ окружного секретаріату Велігепола — підрозділ окружного секретаріату округу Ратнапура, провінції Сабарагамува, Шрі-Ланка. Складається з 30 Грама Ніладхарі.